# Joop van Daele
Joop van Daele (Rotterdam, 1947. augusztus 14. – 2025. május 7.) holland labdarúgó, hátvéd, edző.

## Pályafutása

### Játékosként
1967 és 1977 között a Feyenoord labdarúgója volt. 1976-ban kölcsönben a Go Ahead Eagles csapatában szerepelt. A Feyenoorddal három holland bajnoki címet és egy kupagyőzelmet ért el. Tagja volt az 1969–70-es idényben BEK-, az 1973–74-es idényben UEFA-kupagyőztes csapatnak. 1977 és 1980 között a Fortuna SC játékosa volt. 1980–81-ben az Excelsior csapatában fejezte be az aktív játékot.

### Edzőként
1978 és 1980 között a Fortuna Sittard, 1980 és 1993 között az Excelsior segédedzőjeként tevékenykedett. Közben, 1984 és 1988 között a VV Papendrecht, 1988 és 1990 között az Excelsior vezetőedzője is volt.

## Sikerei, díjai
Feyenoord
- Holland bajnokság (Eredivisie)
  - bajnok (3): 1968–69, 1970–71, 1973–74
- Holland kupa (KNVB)
  - győztes: 1969
- Bajnokcsapatok Európa-kupája (BEK)
  - győztes: 1969–70
- Interkontinentális kupa
  - győztes: 1970
- UEFA-kupa
  - győztes: 1973–74